# Ešel ha-Nasi
Ešel ha-Nasi (hebrejsky אֵשֶׁל הַנָּשִׂיא, doslova „Prezidentův tamaryšek“, v oficiálním přepisu do angličtiny Eshel HaNasi) je vesnice typu společná osada (jišuv kehilati) a vzdělávací komplex v Izraeli, v Jižním distriktu, v Oblastní radě Merchavim.

## Geografie
Leží v nadmořské výšce 195 metrů v severozápadní části pouště Negev; v oblasti která byla od 2. poloviny 20. století intenzivně zúrodňována a zavlažována a ztratila částečně charakter pouštní krajiny. Jde o zemědělsky obdělávaný pás navazující na pobřežní nížinu. Podél jižního okraje obce protéká vádí Nachal Patiš.
Obec se nachází 32 kilometrů od břehu Středozemního moře, cca 82 kilometrů jihojihozápadně od centra Tel Avivu, cca 71 kilometrů jihozápadně od historického jádra Jeruzalému a 14 kilometrů severozápadně od města Beerševa. Nachází se nedaleko od severovýchodního okraje města Ofakim. Ešel ha-Nasi obývají Židé, přičemž osídlení v tomto regionu je etnicky převážně židovské. Zhruba 6 kilometrů východním a severovýchodním směrem ale začínají pouštní oblasti Negevu se silným zastoupením arabské (respektive beduínské) populace, zejména lidnaté město Rahat.
Ešel ha-Nasi je na dopravní síť napojen pomocí dálnice číslo 25, ze které tu k východu odbočují lokální silnice 264 a 310.

## Dějiny
Ešel ha-Nasi byl založen v roce 1952. Podle jiného zdroje už roku 1951. Mělo jít o střední zemědělskou školu určenou pro mladou generaci farmářů z okolních vesnic. Mošav je pojmenován podle tamaryšků rostoucích v okolní krajině a po prvním prezidentovi Izraele Chajimu Weizmannovi.
V obci studuje cca 1500 žáků. Kromě původního agronomického vzdělávání se zaměření školy posunulo i k odborné biologii. Okolo komplexu zároveň existuje trvale obývaná vesnice. Funguje tu i internát.

## Demografie
Obyvatelstvo obce je sekulárně orientované. Podle údajů z roku 2014 tvořili naprostou většinu obyvatel v Ešel ha-Nasi Židé (včetně statistické kategorie "ostatní", která zahrnuje nearabské obyvatele židovského původu ale bez formální příslušnosti k židovskému náboženství).
Jde o menší obec vesnického typu s dlouhodobě kolísající populací. K 31. prosinci 2014 zde žilo 238 lidí. Během roku 2014 populace klesla o 0,8 %.
| Rok            | 1961 | 1972 | 1983 | 1995 | 2001 | 2003 | 2004 | 2005 | 2006 | 2007 | 2008 | 2009 | 2010 | 2011 | 2012 | 2013 | 2014 |
| -------------- | ---- | ---- | ---- | ---- | ---- | ---- | ---- | ---- | ---- | ---- | ---- | ---- | ---- | ---- | ---- | ---- | ---- |
| Počet obyvatel | 203  | 240  | 371  | 386  | 393  | 400  | 397  | 384  | 389  | 398  | 377  | 324  | 317  | 256  | 240  | 240  | 238  |